# Позднякова Анастасія Юріївна
Анастасія Юріївна Позднякова  (рос. Анастасия Юрьевна Позднякова, 11 грудня 1985) — російська стрибунка у воду, олімпійська медалістка.

## Виступи на Олімпіадах
| Олімпіада   | Дисципліна                           | Місце |
| ----------- | ------------------------------------ | ----- |
| Пекін 2008  | синхронні стрибки з вишки з трамліна | 2     |
| Лондон 2012 | стрибки з вишки з трамліна           | 19    |